# Andrzej Bartkowiak

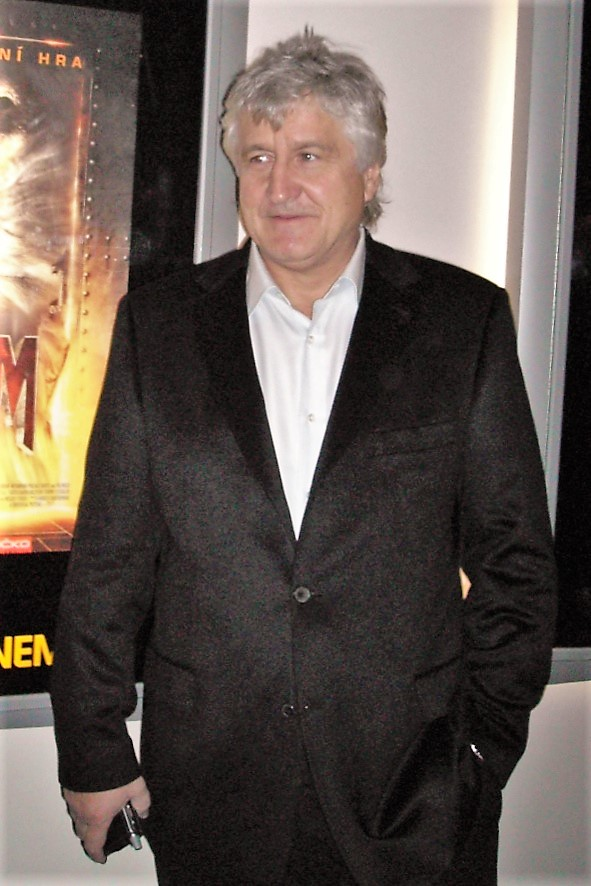
Andrzej Bartkowiak (2005)

Andrzej Bartkowiak (* 1950 in Łódź) ist ein polnischer Kameramann und Filmregisseur.

## Leben
Er lebt seit den 1970er Jahren in den USA und begann dort auch seine Karriere als Kameramann. Seine ersten bekannten Arbeiten waren Filme von Sidney Lumet, es folgten viele bekannte Werke in den 1980er und 1990er Jahren, darunter Speed und Lethal Weapon 4. Sein Regiedebüt gab er 2000 mit dem Actionfilm Romeo Must Die und arbeitet seitdem überwiegend als Regisseur. 2025 wurde er für seine Arbeit als Kameramann mit dem ASC Lifetime Achievement Award ausgezeichnet.
Bartkowiak war in den 1980ern mit der Schauspielerin Diane Venora liiert und hat mit ihr eine Tochter namens Magda.

## Filme

### Kameramann (Auswahl)
- 1981: Prince of the City
- 1982: Das Mörderspiel (Deathtrap)
- 1982: The Verdict – Die Wahrheit und nichts als die Wahrheit (The Verdict)
- 1983: Daniel
- 1983: Zeit der Zärtlichkeit (Terms of Endearment)
- 1984: Die Göttliche (Garbo Talks)
- 1985: Die Ehre der Prizzis (Prizzi’s Honor)
- 1986: Power – Weg zur Macht (Power)
- 1986: Der Morgen danach (The Morning After)
- 1987: Nuts… Durchgedreht (Nuts)
- 1988: Twins – Zwillinge (Twins)
- 1989: Family Business
- 1990: Tödliche Fragen (Q & A)
- 1991: Der Mann meiner Frau (Hard Promises)
- 1993: Falling Down – Ein ganz normaler Tag (Falling Down)
- 1993: Jenseits der Unschuld (Guilty as Sin)
- 1994: A Good Man in Africa
- 1994: Speed
- 1995: Die andere Mutter (Losing Isaiah)
- 1995: Species
- 1996: Liebe hat zwei Gesichter (The Mirror Has Two Faces)
- 1997: Dante’s Peak
- 1997: Im Auftrag des Teufels (The Devil’s Advocate)
- 1998: Auf der Jagd (U.S. Marshals)
- 1998: Lethal Weapon 4
- 2000: Thirteen Days
- 2011: Trespass

### Regisseur
- 2000: Romeo Must Die
- 2001: Exit Wounds – Die Copjäger (Exit Wounds)
- 2003: Born 2 Die (Cradle 2 the Grave)
- 2005:	Doom – Der Film (Doom)
- 2009:	Street Fighter: The Legend of Chun-Li